# Mikre
Mikre (bulgariska: Микре) är ett distrikt i Bulgarien.   Det ligger i kommunen Obsjtina Ugărtjin och regionen Lovetj, i den centrala delen av landet, 100 km öster om huvudstaden Sofia.
I omgivningarna runt Mikre växer i huvudsak lövfällande lövskog. Runt Mikre är det ganska glesbefolkat, med 39 invånare per kvadratkilometer.